# سام-فولبه
سام-فولبه شهری در شهرستان بورزانگا در استان بام در بورکینافاسوی شمالی است و جمعیت آن ۴۶۷ نفر است.